# Barbechat
Barbechat (bretonsko Bargazh) je naselje in občina v francoskem departmaju Loire-Atlantique regije Loire. Leta 2012 je naselje imelo 1.320 prebivalcev.

## Geografija
Kraj leži v pokrajini Bretaniji 25 km vzhodno od središča Nantesa.

## Uprava
Občina Barbechat skupaj s sosednjimi občinami La Boissière-du-Doré, La Chapelle-Basse-Mer, La Chapelle-Heulin, Le Landreau, Le Loroux-Bottereau, Mouzillon, Le Pallet, La Planche, La Regrippière, La Remaudière, Saint-Julien-de-Concelles in Vallet sestavlja kanton Vallet; slednji se nahaja v okrožju Nantes.